# Prókai Éva (divattervező)
Prókai Éva magyar divattervező és üzletasszony, az AMNESIA márka alapító-tulajdonosa. A magyar divatban betöltött szerepe, valamint a New York Fashion Week kifutóján bemutatott kollekciói révén vált ismertté.

## Pályafutása
Prókai Éva a 2000-es évek elején alapította meg az AMNESIA márkát, amely kezdetben budapesti üzletéből indult, mára pedig országos hálózattal és webáruházzal rendelkezik. Márkáját a nőies vonalvezetés, a trendkövető, mégis egyedi stílus jellemzi.
Az AMNESIA márka először 2018-ban szerepelt a New York Fashion Week hivatalos programjában, ahol a 2019-es tavaszi-nyári kollekció szerepelt. A bemutatót újabbak követték: 2019 februárjában a 2019 ősz-téli, majd 2019 szeptemberében a 2020 tavaszi-nyári kollekcióval tért vissza a nemzetközi kifutóra. A divathetek alkalmával a márka kollekciói több külföldi divatportálon is megjelentek, köztük a Richard Magazine, Marie Claire, InStyle és a Glamour online felületein.
A New York-i bemutatók után az AMNESIA kollekcióit egy exkluzív rendezvényen is bemutatták a Versace Mansionben, Miami Beachen, a Royal Bank of Canada partnereinek rendezett eseményen.A bemutatót követően Sharon Stone is rendelést adott le a márka egyik darabjára.

## Szakmai szerepvállalása a divatiparban
Prókai Éva rendszeresen részt vesz nemzetközi szakmai fórumokon, többek között a Vogue Forces of Fashion konferencián, ahol Anna Wintour mellett a divatvilág legnagyobbjaitól – többek között Pierpaolo Piccioli-tól, a Valentino kreatív igazgatójától, Hamish Bowles-tól, a Vogue nemzetközi főszerkesztőjétől, Annie Leibovitz világhírű fotóstól, Simone Rocha-tól, a Rodarte tervezőitől, Zendaya-tól és Kris Jennertől – sajátíthatják el csapatával együtt az iparág legbeváltabb gyakorlatait. Cégét családi vállalkozásként vezeti, és különös figyelmet fordít a fiatal divattervezők támogatására: több hazai designer kezdte pályáját az AMNESIA-nál. Egy társadalmi szerepvállalást erősítő program keretében hátrányos helyzetű fiatalokat is fogadnak gyakornokként.

## Az AMNESIA és a vállalati felelősségvállalás
Prókai Éva útja az első, nyíregyházi üzlettől a ma már több mint száz viszonteladóval működő vállalkozásig és a világ leghatalmasabb kifutóiig – a New York Fashion Week-ig – egy magyar márka ritka sikertörténete. Fontosnak tartja, hogy visszaadjon a közösségnek, amelynek ezt a sikert köszönheti. Ezért döntött úgy néhány évvel ezelőtt, hogy a márkával részt vállal a Csányi Alapítvány programjában, ahol hátrányos helyzetű fiataloknak nyújt lehetőséget bepillantani a divatipar kulisszái mögé. Az alapítvány által kiválasztott gyerekeknek gyakorlati lehetőséget kínálnak a cégnél, így támogatva őket a pályaválasztásban – az AMNESIA-nál megtapasztalhatják az egyes vállalati területek működését, gyakorlatot szerezve az áhított szakmában.